# Liste von Persönlichkeiten der Kirchlichen Hochschule Wuppertal

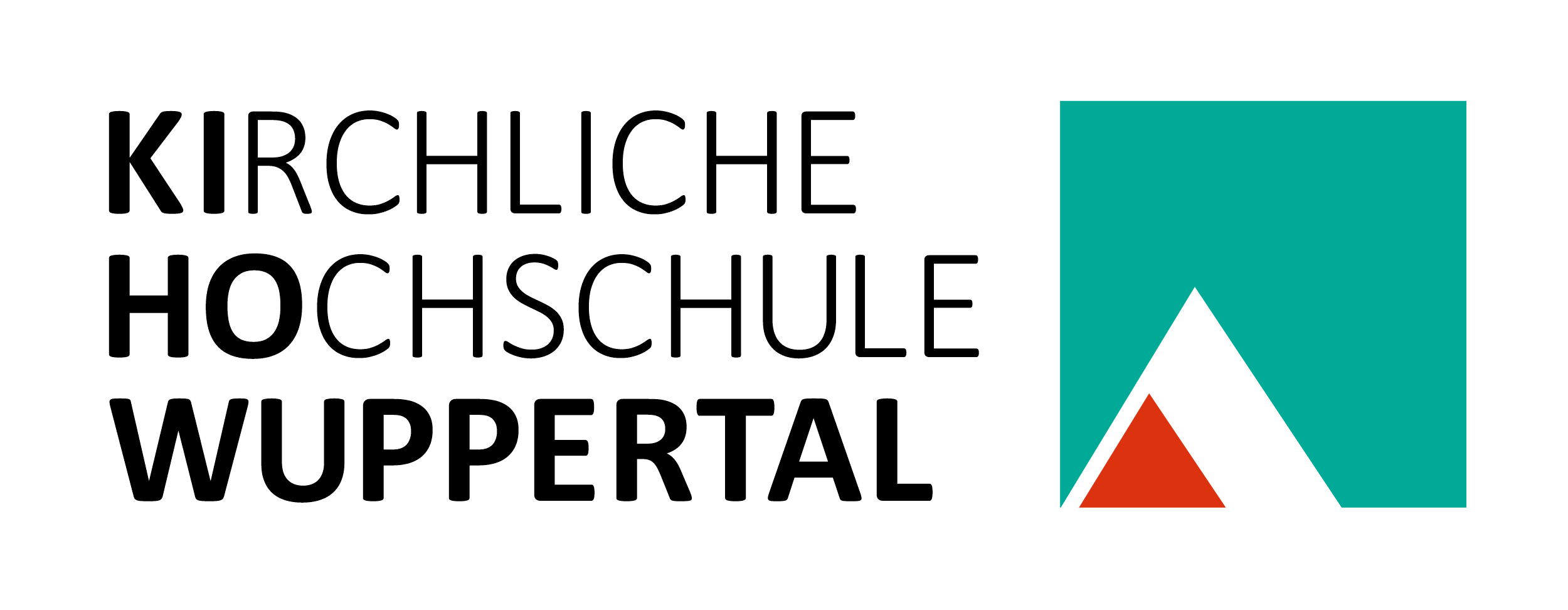
Logo der Hochschule

Die folgende Liste von Persönlichkeiten enthält Personen, die im Zusammenhang mit der Kirchlichen Hochschule Wuppertal mit den Standorten Wuppertal-Barmen und (ehemalig) Bielefeld-Bethel stehen. Damit sind ehemalige und gegenwärtige Angehörige der Hochschule gemeint, die hier studiert, promoviert oder einen Lehrauftrag hatten und haben sowie wissenschaftliche Mitarbeiter.
Die Liste erhebt keinen Anspruch auf Vollständigkeit.

## Listen

### Rektoren der Kirchlichen Hochschule
Folgende Liste enthält die Rektoren der Hochschule:

#### Rektoren der Kirchlichen Hochschule Wuppertal
- 0000–????: lückenhaft
- 1954–1955: Hans-Walter Wolff
- (fehlt)
- 1959–1960: Jürgen Moltmann (1926–2024)
- 1960–1961: Wolfhart Pannenberg (1928–2014)
- 1961–1962: Erwin Mülhaupt (1905–1996)
- 1962–1963: Georg Eichholz (1909–1973)
- 1963–1964: Robert Bach (1926–2010)
- 1964–1965: (fehlt)
- 1965–1966: Wolf-Dieter Marsch (1928–1972)
- 1966–1967: Hans-Georg Geyer (1929–1999)
- (fehlt)
- 1968–1969: Robert Bach
- 1985–1986: Christian Möller (* 1940)
- 1986–1990: Lothar Schreiner (1925–2015)
- 1987–1988: (fehlt)
- 1988–1989: (fehlt)
- 1989–1990: Klaus Haacker (* 1942)
- 1990–1991: Berthold Klappert (* 1939)
- 1991–1992: Susanne Hausammann (1931–2021)
- 1992–1993: Christine Reents (* 1934)
- 1993–1994: Martin Karrer (* 1954)
- 1994–1995: Siegfried Kreuzer (* 1949)
- 1995–1996: Friedrich Huber (* 1941)
- 1996–1997: Manfred Schulze (* 1945)
- 1997–1998: Dieter Vieweger (* 1958)
- 1998–1999: Johannes von Lüpke (* 1951)
- 1999–2000: Hellmut Zschoch (* 1957)
- 2000–2001: Klaus Haacker (* 1942)
- 2001–2002: (fehlt)
- 2002–2003: Martin Karrer (* 1954)
- 2003–2004: Siegfried Kreuzer (* 1949)
- 2004–2005: Manfred Schulze (* 1945)
- 2005–2006: Dieter Vieweger (* 1958)
- 2006–2007: Johannes von Lüpke (* 1951)

#### Rektoren der Kirchlichen Hochschule Wuppertal/Bethel
ab 2022 wieder Kirchliche Hochschule Wuppertal
- 2007–2008: Hellmut Zschoch (* 1957)
- 2008–2009: Martin Karrer (* 1954)
- 2009–2011: Günter Ruddat (* 1947)
- 2011–2012: Siegfried Kreuzer (* 1949)
- 2011–2012: Henning Wrogemann (* 1964)
- 2012–2013: Johannes von Lüpke (* 1951)
- 2013–2014: Hellmut Zschoch (* 1957)
- 2014–2016: Matthias Benad (* 1951)
- 2016–2017: Henning Wrogemann (* 1964)
- 2017–2020: Martin Büscher (* 1957)
- 2020–2022: Konstanze Kemnitzer (* 1975)
- 2022–0000: Markus Mühling (* 1969)

### Kanzler der Kirchlichen Hochschule Wuppertal/Bethel
- 2016–0000: Dörte Rasch (* 1966)

### Ehrendoktor der Kirchlichen Hochschule
- 1988 – Gustav Menzel (1908–1999)[1]
- 2001 – Wolfgang Schneider (1933–2009)[1]
- 2001 – Jürgen Seim[1] (1932–2022)
- 2005 – Jonathan Magonet[1] (* 1942)
- 2006 – Ilse Härter (1912–2012)[2]
- 2007 – Jürgen Kabiersch[1] (1929–2016)
- 2008 – Frederick Trost (* 1935)[3]
- 2009 – Zephania Kameeta (* 1945)[4]
- 2010 – Heinz-Horst Deichmann (1926–2014)[1]
- 2011 – Wilhelm Köhler (* 1935)[5][6]
- 2011 – Nikolaus Schneider (* 1947)[5][6]
- 2022 – Jürgen Moltmann (1926–2024)[7]

### Professoren und Dozenten

#### In Wuppertal
- Hartmut Aschermann (1921–2009), Professor für Praktische Theologie 1972–1987
- Robert Bach (1926–2010), Professor für Altes Testament 1962–1991
- Gerhard Barth (1927–2002), Professor für Neues Testament 1976–1989
- Joachim Beckmann (1901–1987), Präses der Ev. Kirche im Rheinland 1958–1971, Professor für Systematische Theologie 1951–1958
- Andrea Bieler (* 1963), Professorin für Praktische Theologie 2012–2016
- Reimund Blühm (1929–2023), Professor für Praktische Theologie 1991–1993
- Hans Jochen Boecker (1928–2020), Professor für Altes Testament und Biblisches Hebräisch 1968–1993
- Rudolf Bohren (1920–2010), Professor für Praktische Theologie 1958–1972
- Martin Breidert (* 1946), Dozent für Sozialethik / Systematische Theologie 1995–2004
- Peter Brunner (1900–1981), Dozent für Systematische Theologie 1945–1947
- Georg Eichholz (1909–1973), Professor für Neues Testament und Systematische Theologie 1945–1971
- Jürgen Fangmeier (1931–2013), Professor für Systematische Theologie 1968–1995
- Matthias Freudenberg (* 1962), Professor für Systematische Theologie 2006–2012
- Michaela Geiger (* 1970), Professorin für Altes Testament seit 2015
- Albrecht Grözinger (* 1949), Professor für Praktische Theologie 1993–1997
- Klaus Haacker (* 1942), Professor für Neues Testament 1975–2007
- Oskar Hammelsbeck (1899–1975), Dozent für Katechetik und Pädagogik 1946–1971
- Susanne Hausammann (1931–2021), Professorin für Kirchengeschichte 1971–1993
- Hermann Klugkist Hesse (1884–1949), Dozent für Kirchengeschichte 1945–1949
- Friedrich Huber (* 1941), Professor für Ökumenik, Missions- und Religionswissenschaft 1993–2005
- Claudia Janssen  (* 1966), Professorin für Feministische Theologie / Theologische Geschlechterforschung und Neues Testament seit 2016
- Martin Karrer (* 1954), Professor für Neues Testament seit 1990
- Konstanze Kemnitzer (* 1975), Professorin für Praktische Theologie seit 2018
- Walter Klaas (1904–1961), Dozent, später Professor für Theologie- und Dogmengeschichte, 1951–1961
- Bertold Klappert (* 1939), Professor für Systematische Theologie 1974–2004
- Michael Klessmann (* 1943), Professor für Praktische Theologie 1998–2008
- Klaus Koch (1926–2019), Professor für Altes Testament 1960–1962
- Reiner Knieling (* 1963), außerplanmäßiger Professor für Praktische Theologie
- Siegfried Kreuzer (* 1949), Professor für Altes Testament und Biblische Archäologie 1991–2014
- Nicole Kuropka (* 1970), Professorin für Kirchengeschichte seit 2022
- Friedrich Lang (1913–2004), Professor für Neues Testament 1951–1956
- Johannes von Lüpke (* 1951), Professor für Systematische Theologie 1995–2016
- Wolf-Dieter Marsch (1928–1972), Professor für Systematische Theologie 1962–1969
- Christian Möller (* 1940), Professor für Praktische Theologie 1972–1988
- Jürgen Moltmann (1926–2024), Professor für Systematische Theologie 1958–1963
- Markus Mühling (* 1969), Professor für Systematische Theologie seit 2018
- Erwin Mülhaupt (1905–1996), Professor für Kirchengeschichte 1949–1970
- Wilhelm Niesel (1903–1988), Professor für Systematische Theologie 1951–1968
- Harmannus Anton Obendiek (1894–1954), Professor für Praktische Theologie 1951–1954
- Wolfhart Pannenberg (1928–2014), Professor für Systematische Theologie 1958–1961
- Christine Reents (* 1934), Professorin für Praktische Theologie 1989–2000
- Rainer Röhricht (1929–2013), Professor für Systematische Theologie 1974–1994
- Günter Ruddat (* 1947), Professor für Praktische Theologie 2001–2012
- Hans Scholl (* 1931), Professor für Kirchengeschichte 1980–1995
- Lothar Schreiner (1925–2015), Professor für Missions- und Religionswissenschaft 1970–1991
- Manfred Schulze (* 1945), Professor für Kirchengeschichte 1993–2009
- Lothar Steiger (* 1935), Professor für Theologie und Philosophie 1968–1973
- Knut Usener (* 1959), seit 2000 Dozent für Griechisch und Latein
- Dieter Vieweger (* 1958), Professor für Altes Testament und Biblische Archäologie seit 1993
- Heike Walz (* 1966), Juniorprofessorin für Feministische Theologie / Theologische Frauenforschung 2009–2016
- Hans Walter Wolff (1911–1993), Professor für Altes Testament, 1947–1959
- Henning Wrogemann (* 1964), Professor für Missions- und Religionswissenschaft und Ökumenik seit 2007
- Hellmut Zschoch (* 1957), Professor für Kirchengeschichte 1995–2022

#### In Bethel
- Alfred Adam (1899–1975), Professor für Kirchengeschichte 1955–1967
- Wilhelm Anz (1904–1994), Professor der Philosophie
- Klaus Baltzer (1928–2017), Professor für Altes Testament 1963–1967
- Matthias Benad (* 1951), Professor für Kirchengeschichte 1992–2017
- Günther Bornkamm (1905–1990), Dozent für Neues Testament 1937–1939 und 1945–1947
- Hans Brandenburg (1895–1990), Dozent für Griechisch und Latein 1921–1922
- Egon Brandenburger (* 1928), Professor für Neues Testament 1967–1973
- Wilhelm Brandt (1894–1973), Dozent für Neues Testament und Innere Mission 1927–1941 und 1945–1958
- Hermann Braun (* 1932), Professor der Philosophie
- Martin Büscher (* 1957), Professor für Diakoniewissenschaft, Wirtschaftswissenschaft, Wirtschafts- und Unternehmensethik seit 2008
- Frank Crüsemann (* 1938), Professor für Altes Testament 1980–2004
- Corinna Dahlgrün (* 1957), Professorin für Praktische Theologie 2001–2004
- Thomas Erne (* 1956), Lehrstuhlvertreter für Praktische Theologie 2005–2007
- Hellmuth Frey (1901–1982), Dozent für Altes Testament ab 1946
- Gerhard Friedrich (1908–1986), Professor für Neues Testament 1947–1953
- Herbert Girgensohn (1887–1963), Dozent für Praktische Theologie 1946–1955, Professor für Praktische Theologie 1955–1958
- Heinrich Greeven (1906–1990), Dozent für Neues Testament 1950–1954, Professor für Neues Testament 1954–1956
- Karl Grzegorzewski (1908–1994), Professor für Praktische Theologie
- Hanns-Stephan Haas (* 1958), Privatdozent für Systematische Theologie und Diakoniewissenschaft seit 2006
- Christof Hardmeier (1942–2020), Dozent für Hebräisch und Altes Testament 1977–1993
- Friedrich Hermanni (* 1958), Privatdozent für Systematische Theologie 2001–2006
- Volkmar Herntrich (1908–1958), Dozent für Altes Testament 1934–1939
- Beate Hofmann (* 1963), Professorin für Diakoniewissenschaft und Diakoniemanagement 2013–2019
- Alfred Jäger (1941–2015), Professor für Systematische Theologie und Diakoniewissenschaft 1982–2007
- Claudia Janssen (* 1966), Professorin für Feministische Theologie / Theologische Geschlechterforschung und Neues Testament seit 2016
- Ulrich H. J. Körtner (* 1957), 1987–1992 Privatdozent für Systematische Theologie; erste Promotion (1982) an der Kirchlichen Hochschule Bethel
- Andreas Lindemann (* 1943), Professor für Neues Testament 1978–2008
- Dieter Lührmann (1939–2013), Professor für Neues Testament 1974–1982
- Willi Marxsen (1919–1993), Professor für Neues Testament 1956–1961
- Georg Merz (1892–1959), Dozent für Praktische Theologie, Kirchen- und Konfessionskunde 1930–1939
- Georg Müller (1893–1978), Dozent für Philosophie und Geistesgeschichte 1934–1955
- Henning Paulsen (1944–1994), Professor für Neues Testament 1982–1984
- Gerhard Ruhbach (1933–1999), Professor für Kirchengeschichte 1963–1999
- Christa Schäfer-Lichtenberger (1948–2022), Professorin für Altes Testament 1993–2003
- Edmund Schlink (1903–1984), Dozent für Systematische Theologie 1935–1939
- Hans Heinrich Schmid (1937–2014), Professor für Altes Testament 1969–1976
- Hans Wilhelm Schmidt (1903–1991), Dozent für Neues Testament 1927–1934
- Jens-Uwe Schmidt (1937–2018), Dozent und Professor für Klassische Philologie 1972–2002
- Otto Schmitz (1883–1957), Dozent für Neues Testament 1934–1938
- Stefan Schorch (* 1966), Dozent für Hebräisch und Altes Testament 1999–2009
- Hans-Peter Stähli (* 1935), Studienprofessor für Hebräisch 1966–2000
- Traugott Stählin (* 1934), Professor für Praktische Theologie
- Dietrich Stollberg (1937–2014), Professor für Praktische Theologie 1971–1979
- Fritz Stolz (1942–2001), Dozent für Religionsgeschichte 1972–1980
- Volker Stümke (* 1960), Professor für Systematische Theologie seit 2010
- Helmut Utzschneider (* 1949), Professor für Altes Testament 1990–1992
- Wilhelm Vischer (1895–1988), Dozent für Altes Testament 1928–1933
- François Vouga (* 1948), Professor für Neues Testament 1986–2013
- Johannes Warneck (1867–1944), Dozent für Missionswissenschaft 1912–1920
- Klaus Winkler (1934–2000), Professor für Praktische Theologie 1980–1997
- Hans-Heinrich Wolf (1911–1987), Professor für Ökumenische Theologie 1947–1955

### Bekannte Absolventen
(Auswahl)
- Martin-Sebastian Abel (* 1985), Politiker
- Hans-Jürgen Abromeit (* 1954), Bischof der Pommerschen Evangelischen Kirche 2001–2012, Bischof im Sprengel Mecklenburg und Pommern der Evangelisch-Lutherischen Kirche in Norddeutschland 2012–2019
- Heinrich Albertz (1915–1993), Regierender Bürgermeister von Berlin 1966/67
- Robert Bach (1926–2010), Professor für Altes Testament an der Kirchlichen Hochschule Wuppertal 1962–1991
- Hans-Joachim Barkenings (1933–2016), Pfarrer und Theologe, Schriftsteller und Lyriker
- Susanne Bei der Wieden (* 1966), Kirchenpräsidentin der Evangelisch-reformierten Kirche 2021–
- Peter Beier (1934–1996), Präses der Evangelischen Kirche im Rheinland 1989–1996
- Jochen Bohl (* 1950), Landesbischof der Evangelisch-Lutherischen Landeskirche Sachsens 2004–2015
- Jörg Bressau (* 1942), Richter und Aktivist der schwulen Bürgerrechtsbewegung
- Jürgen Fliege (* 1947), Theologe und Publizist
- Peter Gerloff (* 1957), römisch-katholischer Priester, Textdichter und Komponist zahlreicher geistlicher Lieder, von denen 3 in das „Gotteslob“ von 2013 aufgenommen wurden
- Friedrich Wilhelm Graf (* 1948), Professor für Systematische Theologie und Ethik in München 1999–2014
- Peter Hintze (1950–2016), Vizepräsident des Deutschen Bundestages 2013–2016
- Manfred Josuttis (1936–2018), Professor für Praktische Theologie in Göttingen 1968–2001
- Annette Kurschus (* 1963), Präses der Evangelischen Kirche von Westfalen 2011–2023; Vorsitzende des Rates der EKD 2021–2023
- Karl Georg Marhoffer (* 1957), Pfarrer und Konsistorialpräsident der Protestantisch-Reformierten Kirche von Luxemburg 1993–
- Manfred Rekowski (* 1958), Präses der Evangelischen Kirche im Rheinland 2013–2021
- Christian Schad (* 1958), Kirchenpräsident der Evangelischen Kirche der Pfalz (Protestantische Landeskirche) 2008–2021
- Jann Schmidt (* 1948), Kirchenpräsident der Evangelisch-reformierten Kirche 2004–2013
- Nikolaus Schneider (* 1947), Präses der Evangelischen Kirche im Rheinland 2003–2013; Vorsitzender des Rates der EKD 2010–2014
- Martin Schindehütte (* 1949), Auslandsbischof der Evangelischen Kirche in Deutschland 2006–2013
- Eduard Schütz (1928–2001), Direktor des Theologischen Seminars des Bundes Evangelisch-Freikirchlicher Gemeinden in Hamburg 1978–1992
- Uwe Seidel (1937–2007), Theologe und Schriftsteller
- Friedrich Weber (1949–2015), Landesbischof der Evangelisch-lutherischen Landeskirche in Braunschweig 2002–2014